# Grænafell (berg i Island, Austurland, lat 64,38, long -15,49)
Grænafell är ett berg i republiken Island. Det ligger i regionen Austurland, 300 km öster om huvudstaden Reykjavík. Toppen på Grænafell är 661 meter över havet.
Trakten runt Grænafell är nära nog obefolkad, med mindre än två invånare per kvadratkilometer. Närmaste större samhälle är Höfn, omkring 19 kilometer sydost om Grænafell. Trakten runt Grænafell består i huvudsak av gräsmarker.